# Roberto Scandiuzzi
Roberto Scandiuzzi (Maserada sul Piave, 14 luglio 1958) è un basso italiano.

## Biografia
Ha studiato canto a Treviso, sua città natale, sotto la guida della futura moglie Anna Maria Bicciato, debuttando il 31 luglio 1981 al Teatro Poliziano di Montepulciano come Re Basso nella prima assoluta di La figlia del mago di Lorenzo Ferrero e nel 1982 al Teatro alla Scala di Milano con Le nozze di Figaro dirette da Riccardo Muti. La sua interpretazione del personaggio di Fiesco in Simon Boccanegra al Covent Garden, sotto la direzione di Sir Georg Solti, gli ha assicurato il successo internazionale.
Canta regolarmente in alcuni dei teatri lirici più importanti del mondo: il Metropolitan Opera di New York, l'Opéra Bastille a Parigi, la Royal Opera House (Covent Garden), la Wiener Staatsoper, la Bayerische Staatsoper.
Il suo repertorio include soprattutto i ruoli di basso del melodramma italiano dell'Ottocento, in particolare belliniani (Rodolfo nella Sonnambula, Giorgio nei Puritani, Oroveso nella Norma) e donizettiani (Baldassarre nella Favorita), a cui si sono aggiunti i grandi ruoli verdiani di Filippo II (Don Carlo), Fiesco (Simon Boccanegra), Silva (Ernani), Zaccaria (Nabucco), Padre Guardiano (La forza del destino), Attila, Roger (Jérusalem).
Non mancano i ruoli della scapigliatura, con Mefistofele di Boito e La Gioconda di Ponchielli, nonché quelli del repertorio francese: Faust di Charles Gounod, Don Quichotte di Jules Massenet, Pelléas et Mélisande (Arkel), Roméo et Juliette (Frère Laurent). Nel repertorio russo si è cimentato con Boris Godunov, Dosifej in Kovancina, Gremin nell'Eugenio Onegin. Tra i compositori del XX secolo, ha affrontato Stravinskij con Oedipus rex. Infine non sono mancate alcune prime mondiali di opere contemporanee di Lorenzo Ferrero (La figlia del mago, Mare nostro, Salvatore Giuliano, Charlotte Corday).
Per il Concerto di Capodanno di Venezia 2006, il Teatro la Fenice lo ha voluto insieme a Fiorenza Cedolins e Joseph Calleja con la direzione di Kurt Masur.
Nel gennaio 2007 Scandiuzzi ha festeggiato i suoi 25 anni di carriera internazionale, con la figlia Diletta Rizzo Marin, ed è stato insignito del titolo di ambasciatore UNICEF per l'Italia.
Ad Ottobre 2024 , Roberto Scandiuzzi è stato insignito dal Ministro della Cultura Francese, del Cavalierato dell’ordine dell Arti e Lettere per la sua lunga e prestigiosa carriera in Francia e nel Mondo.
Da Novembre 2024 è commissario Tecnico scientifico della piattaforma artistica del Teatro Stabile del Veneto.

## Videografia
- Giuseppe Verdi, Macbeth - Direttore Franz Welser-Möst, Orchestra dell'Opera di Zurigo - TDK - Thomas Hampson, Paoletta Marrocu, Luis Lima (2001)
- Vincenzo Bellini, Norma - Direttore Friedrich Haider, Das Bayerische Staatsorchester - Deutsche Grammophon - Edita Gruberová, Sonia Ganassi, Zoran Todorovich
- Giuseppe Verdi, Aida - Direttore Miguel Ángel Gómez Martínez, Orchestra sinfonica del Gran Teatre del Liceu - Opus Arte - Daniela Dessì, Elisabetta Fiorillo, Fabio Armiliato, Juan Pons
- Giuseppe Verdi, Macbeth - Direttore Bruno Campanella, Orchestra sinfonica del Gran Teatre del Liceu - Opus Arte - Carlos Álvarez, Marija Hulehina, Marco Berti
- Giuseppe Verdi, Simon Boccanegra - Direttore Georg Solti, Orchestra del Covent Garden - Decca - Alexandru Agache, Kiri Te Kanawa, Michael Sylvester
- New Year's Concert 2006 - La Fenice - Direttore Kurt Masur, Orchestra del teatro la Fenice - TDK - Fiorenza Cedolins, Joseph Calleja
- Metropolitan Opera Gala - James Levine's 25th Anniversary - Artisti Vari - Deutsche Grammophon

## Discografia
- Amilcare Ponchielli, La Gioconda - Direttore Marcello Viotti - EMI - Violeta Urmana, Plácido Domingo, Luciana D'Intino, Elisabetta Fiorillo, Lado Ataneli
- Antonín Dvořák, Stabat Mater op. 58 - Direttore Giuseppe Sinopoli, Staatkapelle Dresden - Deutsche Grammophon - Mariana Zvetkova, Ruxandra Donose, Johan Botha
- Giuseppe Verdi, Aroldo - Direttore Fabio Luisi, Orchestra del Maggio Musicale Fiorentino - Philips - Neil Shicoff, Carol Vaness, Anthony Michaels-Moore
- Giuseppe Verdi, Jérusalem - Direttore Fabio Luisi, Suisse Romande Orchestra - Philips - Marina Mescheriakova, Marcello Giordani
- Vincenzo Bellini, I puritani (versione napoletana) - Direttore Ferro, Orchestra Sinfonica Siciliana - Fonit Cetra - Katia Ricciarelli, Chris Merritt, Juan Luque Carmona, Eleonora Jankovic
- Vincenzo Bellini, La sonnambula - Direttore Marcello Viotti, Münchner Rundfunkorchester - Nightingale - Edita Gruberová, José Bros, Dawn Kotowski, Gloria Banditelli
- Alberto Franchetti, Cristoforo Colombo - Direttore Marcello Viotti, Orchestra Radio-Sinfonie Frankfurt - Koch - Renato Bruson, Rosella Ragatzu, Marco Berti, Gisella Pasino.
- Giacomo Puccini, La bohème, Direttore Kent Nagano, London Symphony Orchestra, Erato - Kiri Te Kanawa, Richard Leech, Alan Titus, Nancy Gustafson, Gino Quilico.
- Gioachino Rossini, Stabat Mater - Direttore Chung Myung-whun, Wiener Philharmoniker - Deutsche Grammophon - Luba Orgonasova, Cecilia Bartoli, Raul Gimenez
- Giuseppe Verdi, Don Carlo - Direttore Bernard Haitink, Orchestra of the Royal Opera House Covent Garden - Philips - Galina Gorchakova, Olga Borodina, Dmitrij Chvorostovskij, Richard Margison, Robert Lloyd, Ildebrando D'Arcangelo
- Giuseppe Verdi, Messa di requiem - Direttore Michel Plasson, Orchestre du Capitole de Toulouse - EMI - Julia Varady, Felicity Palmer, Keith Olsen
- Giuseppe Verdi, Nabucco - Direttore Anton Guadagno, Orchestra Arena di Verona - Multigram - Piero Cappuccilli, Linda Roark Strummer, Marta Senn, Nunzio Todisco
- Giuseppe Verdi, Rigoletto - Direttore James Levine, Metropolitan Opera Orchestra - Deutsche Grammophon - Vladimir Černov, Cheryl Studer, Luciano Pavarotti
- Giuseppe Verdi, Simon Boccanegra - Direttore Roberto Paternostro, Tokyo Symphony Orchestra - Capriccio - Renato Bruson, Mariana Nicolesco, Giuseppe Sabbatini
- AA. VV. A Diletta - Recital dedicato alla figlia - Nightingale - Friedrich Haider (pianoforte)
- Giacomo Puccini Turandot - Direttore Daniel Oren, Orchestra del Teatro comunale dell'Opera di Genova - Nuova Era - Ghena Dimitrova, Nicola Martinucci, Cecilia Gasdia, Giancarlo Ceccarini
- Giuseppe Verdi, Messa di Requiem, Gioachino Rossini, Stabat Mater - Direttore Gianluigi Gelmetti, SWR Stuttgart Radio Symphony Orchestra - Serenissima - Chris Merritt, Daniela Dessì, Gloria Scalchi
- Giuseppe Verdi Macbeth - Direttore Gustav Kuhn, Tokyo Philharmonic Orchestra - Sine Qua Non - Renato Bruson, Gwyneth Jones, Alfredo Cupido
- Giuseppe Verdi, Simon Boccanegra - Direttore Antonello Allemandi, Orchestra Filarmonica di Cluj - RTVE - Roberto Frontali, Cristina Gallardo-Domâs, Roberto Aronica.